# Mayanaea caudata
Mayanaea caudata là một loài thực vật có hoa trong họ Hoa tím. Loài này được (Lundell) Lundell mô tả khoa học đầu tiên năm 1974.